# Danbait
Danbait ist ein sehr seltenes Mineral aus der Mineralklasse der Elemente, genauer der Metalle und intermetallischen Verbindungen. Es kristallisiert im kubischen Kristallsystem mit der chemischen Zusammensetzung CuZn2 und bildet traubenförmige und sphärische Aggregate von 0,05 bis 0,2 mm Größe sowie Kanten um Chrom in Kupfer-Nickel-Erzen.

## Etymologie und Geschichte
Danbait wurde erstmals 1983 von Yue Shuqin, Wang Wenying, Liu Jinding, Sun Shuqiong und Chen Dianfen in der Typlokalität Rongzhag (chinesisch: Danba) im Autonomen Bezirk Garzê der Tibeter in der chinesischen Provinz Sichuan entdeckt. Es ist nach dieser auch benannt.

## Klassifikation
Bereits in der veralteten, aber teilweise noch gebräuchlichen 8. Auflage der Mineralsystematik nach Strunz gehörte der Danbait zur Mineralklasse der „Elemente“ und dort zur Abteilung der „Metalle und intermetallischen Legierungen (ohne Halbmetalle)“, wo er zusammen mit Cadmium, Messing, Tongxinit, Zhanghengit und Zink die unbenannte Gruppe I/A.04 bildete.
Die seit 2001 gültige und von der International Mineralogical Association (IMA) verwendete 9. Auflage der Strunz’schen Mineralsystematik ordnet den Danbait ebenfalls in die Abteilung der „Metalle und intermetallischen Verbindungen“ ein. Diese ist allerdings weiter unterteilt nach den in der Verbindung vorherrschenden Metallen, die entsprechend ihrer verwandten Eigenschaften in Metallfamilien eingeteilt wurden. Danbait ist entsprechend seiner Zusammensetzung in der Unterabteilung „Zink-Messing-Familie“ zu finden ist, wo es nur noch zusammen mit Tongxinit die unbenannte Gruppe 1.AB.10b bildet.
Auch die vorwiegend im englischen Sprachraum gebräuchliche Systematik der Minerale nach Dana ordnet den Danbait in die Klasse und dort in die Abteilung der „Elemente“ ein. Hier ist er in der unbenannten Gruppe 01.01.06 innerhalb der Unterabteilung „Elemente: Metallische Elemente außer der Platingruppe“ zu finden.

## Bildung und Fundorte
Danbait bildete sich in einem stark gealterten Einschluss einer platinhaltigen Kupfer-Zink-Lagerstätte in ultramafischem Gestein. Es ist vergesellschaftet mit Chrom, Pyrrhotin, Pentlandit, Chalkopyrit, Violarit, Cubanit, Bornit, Sphalerit, Galenit, Linneit, Magnetit, Testibiopalladit, Sudburyit, Sperrylith, Omeiit und Gold. 
Neben seiner Typlokalität Rongzhag (Danba) in China kennt man das Mineral bisher nur noch aus Mansfeld nahe der Lutherstadt Eisleben in Sachsen-Anhalt, Deutschland (Stand 2018).

## Kristallstruktur
Danbait kristallisiert im kubischen Kristallsystem mit dem Gitterparameter a = 7,7615 Å, sowie zwölf Formeleinheiten pro Elementarzelle. Die genaue Raumgruppe ist nicht bekannt.